# 잉여류

속의, 의 잉여류들

군론에서 잉여류(剩餘類, 영어: coset 코셋[*])는 주어진 부분군에 의하여 결정되는 동치 관계의 동치류이다.

## 정의
{\displaystyle G}가 군이고, {\displaystyle H\leq G}가 그 부분군이며, {\displaystyle g\in G}가 {\displaystyle G}의 원소일 때, {\displaystyle g}가 속하는 {\displaystyle H}의 왼쪽 잉여류(영어: left coset)는 다음과 같다.
{\displaystyle gH=\{gh\colon h\in H\}}
마찬가지로, {\displaystyle g}가 속하는 {\displaystyle H}의 오른쪽 잉여류(영어: right coset)는 다음과 같다.
{\displaystyle Hg=\{hg\colon h\in H\}}
(아벨 군의 경우를 비롯해 덧셈 기호를 사용할 때에는 잉여류를 {\displaystyle g+H}나 {\displaystyle H+g}로 표기한다.)
{\displaystyle G} 속의 {\displaystyle H}의 모든 왼쪽 잉여류의 집합을 {\displaystyle G/H}라고 표기한다. (만약 {\displaystyle H}가 정규 부분군일 경우, 이는 자연스러운 군의 구조를 가지며, 몫군이라고 한다.) {\displaystyle G/H}의 크기는 {\displaystyle |G:H|}라고 표기하며, {\displaystyle H}의 {\displaystyle G} 속에서의 지표(指標, 영어: index)라고 한다. 즉, 부분군의 지표는 왼쪽 잉여류들의 수이다.

### 잉여류 공간
{\displaystyle G}가 위상군이라고 하자. 그렇다면, 왼쪽 잉여류 집합 {\displaystyle G/H}는 자연스러운 몫공간 위상을 갖는다. 이를 잉여류 공간(영어: coset space)이라고 한다. 이는 동차공간을 이룬다.

## 성질
군 {\displaystyle G}의 부분군 {\displaystyle H}에 대하여, 다음 두 조건이 서로 동치이다.
- 모든 {\displaystyle g\in G}에 대하여, {\displaystyle gH=Hg}이다.
- {\displaystyle H}는 {\displaystyle G}의 정규 부분군이다.

라그랑주 정리에 따르면, 만약 {\displaystyle G}가 유한군이라면, 부분군 {\displaystyle H\leq G}의 지표는 다음과 같다.
{\displaystyle |G:H|=|G|/|H|}
만약 일련의 부분군들 {\displaystyle K\leq H\leq G}이 주어졌다면,
{\displaystyle |G:K|=|G:H||H:K|}
이다. 여기서 우변은 기수의 곱셈이다.
지표가 2인 부분군은 항상 정규 부분군이다. 보다 일반적으로, 유한군 {\displaystyle G} 및 소수 {\displaystyle p}에 대하여, 만약 {\displaystyle p}가 {\displaystyle |G|}의 최소 소인수라면, 지표가 {\displaystyle p}인 부분군은 항상 정규 부분군이다.
증명:
우선, 군 {\displaystyle G}와 부분군 {\displaystyle N\leq G}가 주어졌고, {\displaystyle |G:N|=2}라고 하자. 그렇다면, 임의의 {\displaystyle g\in G}에 대하여
{\displaystyle gN=Ng={\begin{cases}N&g\in N\\G\setminus N&g\not \in N\end{cases}}}
이다. 즉, {\displaystyle N}은 {\displaystyle G}의 정규 부분군이다.
유한군 {\displaystyle G} 및 소수 {\displaystyle p} 및 부분군 {\displaystyle N\leq G}가 주어졌고, {\displaystyle p}가 {\displaystyle |G|}의 최소 소인수이며, {\displaystyle |G|/|N|=p}라고 하자. {\displaystyle N}이 정규 부분군이라는 사실을 증명하려면, 임의의 {\displaystyle g\in G\setminus N}에 대하여 {\displaystyle gNg^{-1}=N}임을 보이면 된다.
{\displaystyle H=gNg^{-1}\cap N\leq N}
이라고 하자. 그렇다면 {\displaystyle |N|/|H|=1}임을 보이기만 하면 된다.
{\displaystyle |gNg^{-1}N|=|N|^{2}/|H|\leq |G|}
이므로
{\displaystyle |N|/|H|\leq |G|/|N|=p}
이다. {\displaystyle p}는 {\displaystyle |G|}의 최소 소인수이므로, {\displaystyle |N|/|H|=1}이거나 {\displaystyle |N|/|H|=p}이다. 만약 {\displaystyle |N|/|H|=p}라면,
{\displaystyle |gNg^{-1}N|=p|N|=|G|}
이므로 {\displaystyle G=gNg^{-1}N}이며, 특히
{\displaystyle g=gng^{-1}n'}
인 {\displaystyle n,n'\in N}이 존재한다.
{\displaystyle g^{-1}=n^{-1}{n'}^{-1}\in N}
이므로 {\displaystyle g\in G\setminus N}와 모순이다. (이 명제는 정규핵을 사용하여 증명할 수도 있다.)

## 예
정수의 덧셈군 {\displaystyle G=\mathbb {Z} } 속의, {\displaystyle n}의 배수들로 구성된 부분군
{\displaystyle H=n\mathbb {Z} }
을 생각하자. 그렇다면, {\displaystyle k\in \mathbb {Z} }의 잉여류
{\displaystyle k+H=H+k=\{x\in \mathbb {Z} \colon x\equiv k{\pmod {n}}\}\subseteq G}
는 {\displaystyle k}와 합동인 정수들의 집합이다. 이 경우 {\displaystyle H}는 정규 부분군이므로, 잉여류 공간 {\displaystyle G/H=\operatorname {Cyc} (n)}은 몫군을 이루며, 이는 크기 {\displaystyle n}의 순환군이다.

## 같이 보기
- 여차원
- 동차 공간
- 대칭 공간
- 이중 잉여류